# Rock Springs (Wyoming)
Rock Springs je město v okresu Sweetwater County ve státě Wyoming ve Spojených státech amerických.  Jde o páté nejlidnatější město ve Wyomingu po městech Cheyenne, Casper, Gillette a Laramie. Leží v oblasti s významnými zásobami ropy a zemního plynu. 
K roku 2020 zde žilo 23 526 obyvatel. S celkovou rozlohou 51 km² byla hustota zalidnění 443 obyvatel na km². Působí zde dvě veřejné knihovny a dva místní deníky. Ve městě rovněž sídlí Western Wyoming Community College. Nachází se v oblasti se semiaridním podnebím. 